# Loretokapelle (Stätzling)

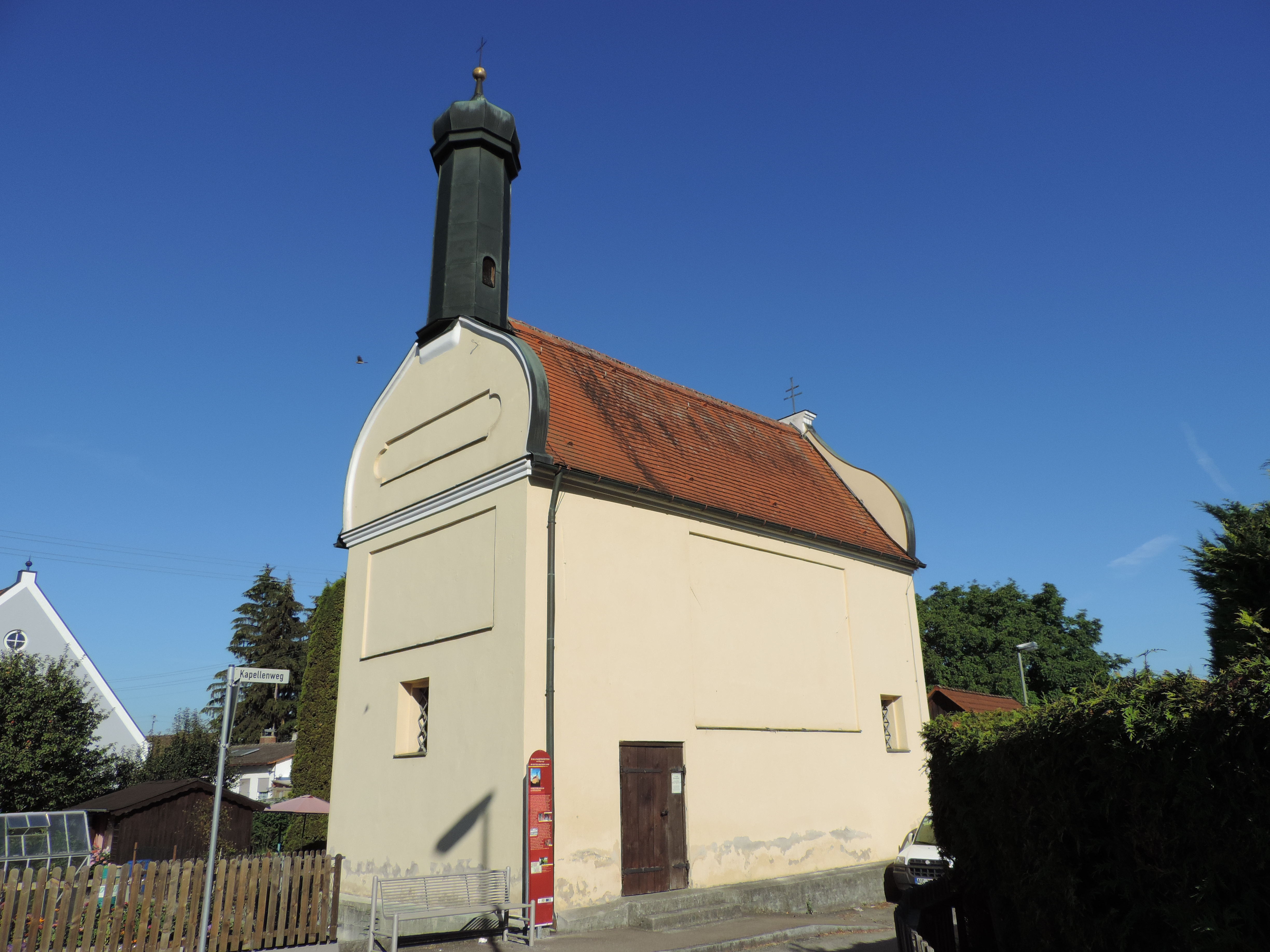
Loretokapelle in Stätzling

Die Loretokapelle ist ein Baudenkmal in Stätzling bei Friedberg.

## Geschichte
Die bayerischen Herzöge brachten den Loretokult nach Bayern. Auch der Augsburger Bischof Kardinal Otto Truchseß von Waldburg und der Augsburger Domprediger Petrus Canisius zählten zu den Verehrern der Maria von Loreto. Der spätere Erbe der Hofmark Stätzling, der Landrichter Gallus Sebastian von Deuring ließ 1688 auf der Straße nach Augsburg eine Loreto-Kapelle errichten. Dieser Bau ist nicht, wie für Loretokapellen üblich auf einem Hügel errichtet.

## Gebäude
Bei der Kapelle handelt es sich um einen kleinen, fast fensterlosen Rechteckbau mit geschweiften Giebeln und Dachreiter. In einem Stich von Michael Wening aus dem Jahre 1701 sind zwei freistehende Türmchen zu erkennen, die heute nicht mehr existieren.

## Ausstattung
Bei einer Renovierung 1968 wurde die ursprüngliche Bemalung der Wände, gemaltes Sichtmauerwerk, freigelegt. In einer Nische des Altarschreins findet sich eine Kopie des Gnadenbilds in Loreto aus dem späten 17. Jahrhundert, wobei bei einem Duplikat in der damaligen Zeit nur das grundsätzliche Aussehen übereinstimmen musste. 1968 wurde die ursprüngliche Fassung rekonstruiert und auch der Figurenschmuck vom Gesims der Altartrennwand an den Längswänden aufgestellt. Das Corpus Christi und die Figur des heiligen Nepomuk sind um 1770 entstanden. Die Figuren der heiligen Anna, Magdalena, Joachim und Johannes wurden wohl 1683 von Bartholomäus Öberl erstellt. Eine Skulptur der Beweinung Christi aus dem späten 17. Jahrhundert findet sich in einer Nische links vom Altar (dem legendären Geschirrschrank der heiligen Familie). In einer Grottennische findet sich ein Andachtsbild der Lourdes-Madonna mit der heiligen Bernadette.